# Шибли-Умм-эль-Ганам
Шибли-Умм-эль-Ганам (ивр. שבלי - אום אל-גנם‎ ,араб. الشبلي - أم الغنم‎) — местный совет в северном округе Израиля. Его площадь составляет 2,92 квадратного километра.
Деревня обрела нынешний вид только в начале 80-х годов, когда последние бедуинские шатры уступили место постоянным домам; в то же время власти назначили мухтара (должность, подобная старосте) деревни главой совета, и управление деревни стало более современным.

## Население
По данным Центрального статистического бюро Израиля, население на начало 2020 года составляло 6 053 человека.
Ежегодный прирост населения — 2,2 %.
53,7 % учеников получают аттестат зрелости.
Средняя зарплата на 2007 год — 4 460 шекелей.